# Liga de Campeones de la EHF 2009-10
La Liga de Campeones de la EHF 2009-10 es la 50.ª edición de la competición. Arrancó en septiembre de 2009 y concluyó a finales de mayo de 2010. La final a 4 se jugó en Lanxess Arena de Colonia el 29 y 30 de mayo.

## Ronda de clasificación
Está compuesta por tres grupos de cuatro equipos cada uno y dos grupos de cuatro equipos, el ganador de cada grupo tiene una plaza para la Liga de Campeones de la EHF 2010-11. No hay partido de vuelta, puesto que se celebra en una ciudad cada grupo.

### Grupo 1
Se celebró en la ciudad Macedonia de Skopje del 4 al 6 de septiembre. En donde el HC Vardar PRO - Skopje de Eslovaquia consiguió una plaza para la Liga de Campeones de la EHF 2009-10
| Equipo                 | Pts | PJ | PG | PE | PP | GF  | GC | Dif |
| ---------------------- | --- | -- | -- | -- | -- | --- | -- | --- |
| HC Vardar PRO - Skopje | 6   | 3  | 3  | 0  | 0  | 102 | 82 | +20 |
| HC DINAMO-Minsk        | 4   | 3  | 2  | 0  | 1  | 91  | 86 | +5  |
| HC Buducnost Podgorica | 2   | 3  | 1  | 0  | 2  | 86  | 98 | -12 |
| Besiktas JK            | 0   | 3  | 0  | 0  | 3  | 83  | 96 | -13 |

| Fecha           | Lugar  | Local                  | Resultado | Visitante              |
| --------------- | ------ | ---------------------- | --------- | ---------------------- |
| 4 de septiembre | Skopje | HC Vardar PRO - Skopje | 33-30     | Besiktas JK            |
| 4 de septiembre | Skopje | HC DINAMO-Minsk        | 35-27     | HC Buducnost Podgorica |
| 5 de septiembre | Skopje | Besiktas JK            | 25-32     | HC DINAMO-Minsk        |
| 5 de septiembre | Skopje | HC Buducnost Podgorica | 28-35     | HC Vardar PRO - Skopje |
| 6 de septiembre | Skopje | Besiktas JK            | 28-31     | HC Buducnost Podgorica |
| 6 de septiembre | Skopje | HC Vardar PRO - Skopje | 34-24     | HC DINAMO-Minsk        |

### Grupo 2
Se celebró en la ciudad griega de Thessaloniki del 4 al 6 de septiembre. En donde el A.C. PAOK de Grecia consiguió la plaza para la Liga de Campeones de la EHF 2009-10
| Equipo             | Pts | PJ | PG | PE | PP | GF | GC | Dif |
| ------------------ | --- | -- | -- | -- | -- | -- | -- | --- |
| A.C. PAOK          | 3   | 2  | 1  | 1  | 0  | 62 | 59 | +3  |
| STR Saporischschja | 3   | 2  | 1  | 1  | 0  | 56 | 53 | +3  |
| SPE Strovolos      | 0   | 2  | 0  | 0  | 2  | 52 | 58 | -6  |

| Fecha           | Lugar        | Local              | Resultado | Visitante          |
| --------------- | ------------ | ------------------ | --------- | ------------------ |
| 4 de septiembre | Thessaloniki | A.C. PAOK          | 32-29     | SPE Strovolos      |
| 5 de septiembre | Thessaloniki | SPE Strovolos      | 23-26     | STR Saporischschja |
| 4 de septiembre | Thessaloniki | STR Saporischschja | 24-24     | A.C. PAOK          |

### Grupo 3
Se celebró en la ciudad noruega de Bergen del 4 al 6 de septiembre. En donde el Fyllingen Handball de Alemania consiguió una plaza para la Liga de Campeones de la EHF 2009-10.
| Equipo              | Pts | PJ | PG | PE | PP | GF | GC | Dif |
| ------------------- | --- | -- | -- | -- | -- | -- | -- | --- |
| Fyllingen Handball  | 3   | 2  | 1  | 1  | 0  | 63 | 59 | +4  |
| A1 Bregenz          | 2   | 2  | 1  | 0  | 1  | 64 | 55 | +9  |
| RK Partizan Belgrad | 1   | 2  | 0  | 1  | 1  | 48 | 61 | -13 |

| Fecha           | Lugar  | Local               | Resultado | Visitante           |
| --------------- | ------ | ------------------- | --------- | ------------------- |
| 4 de septiembre | Bergen | RK Partizan Belgrad | 28-28     | Fyllingen Handball  |
| 5 de septiembre | Bergen | A1 Bregenz          | 33-20     | RK Partizan Belgrad |
| 6 de septiembre | Bergen | Fyllingen Handball  | 35-31     | A1 Bregenz          |

### Grupo 4
Se celebró en la ciudad polaca de Kielce del 4 al 6 de septiembre. En donde el KS Vive Targi Kielce de Polonia consiguió la plaza para la Liga de Campeones de la EHF 2009-10
| Equipo               | Pts | PJ | PG | PE | PP | GF | GC | Dif |
| -------------------- | --- | -- | -- | -- | -- | -- | -- | --- |
| KS Vive Targi Kielce | 4   | 2  | 2  | 2  | 0  | 70 | 54 | +16 |
| Tatran Presov        | 2   | 2  | 1  | 0  | 1  | 64 | 68 | -4  |
| FC Porto Vitalis     | 0   | 2  | 0  | 0  | 2  | 53 | 65 | -12 |

| Fecha           | Lugar  | Local                | Resultado | Visitante            |
| --------------- | ------ | -------------------- | --------- | -------------------- |
| 4 de septiembre | Kielce | KS Vive Targi Kielce | 32-23     | FC Porto Vitalis     |
| 5 de septiembre | Kielce | FC Porto Vitalis     | 30-33     | Tatran Presov        |
| 4 de septiembre | Kielce | Tatran Presov        | 31-38     | KS Vive Targi Kielce |

### Grupo W
Se celebró en la ciudad española de León del 4 al 6 de septiembre. En donde el Ademar de León de España consiguió una plaza para la Liga de Campeones de la EHF 2009-10
| Equipo                | Pts | PJ | PG | PE | PP | GF  | GC | Dif |
| --------------------- | --- | -- | -- | -- | -- | --- | -- | --- |
| Ademar de León        | 6   | 3  | 3  | 0  | 0  | 102 | 82 | +20 |
| Kadetten Schaffhausen | 4   | 3  | 2  | 0  | 1  | 91  | 86 | +5  |
| RK Celje              | 2   | 3  | 1  | 0  | 2  | 86  | 98 | -12 |
| TBV Lemgo             | 0   | 3  | 0  | 0  | 3  | 83  | 96 | -13 |

| Fecha           | Lugar | Local                 | Resultado | Visitante             |
| --------------- | ----- | --------------------- | --------- | --------------------- |
| 4 de septiembre | León  | TBV Lemgo             | 29-30     | Kadetten Schaffhausen |
| 4 de septiembre | León  | Ademar de León        | 26-25     | RK Celje              |
| 5 de septiembre | León  | Kadetten Schaffhausen | 27-27     | Ademar de León        |
| 5 de septiembre | León  | RK Celje              | 28-27     | TBV Lemgo             |
| 6 de septiembre | León  | RK Celje              | 27-31     | Kadetten Schaffhausen |
| 6 de septiembre | León  | Ademar de León        | 31-21     | TBV Lemgo             |

## Fase de grupos
Esta fase está formada por 4 liguillas con 6 equipos cada una. Los cuatro primeros que se clasifiquen pasan a los octavos de final.
|  | Equipos clasificados para los octavos de final. |

### Grupo A
Está compuesto por el Montpellier Agglomération Handball francés, el Chejovskie Medvedi ruso, el BM Valladolid español, el HCM Constanta rumano, el SC Pick Szeged húngaro, y finalmente el A.C. PAOK. Se clasificaron el francés, el ruso, el español y el rumano para la siguiente ronda.
| Equipo                             | Pts | PJ | PG | PE | PP | GF  | GC  | Dif  |
| ---------------------------------- | --- | -- | -- | -- | -- | --- | --- | ---- |
| Montpellier Agglomération Handball | 17  | 10 | 8  | 1  | 1  | 330 | 259 | +71  |
| Chejovskie Medvedi                 | 14  | 10 | 6  | 2  | 2  | 344 | 282 | +62  |
| Pevafersa Valladolid               | 12  | 10 | 4  | 4  | 2  | 301 | 279 | +22  |
| HCM Constanta                      | 9   | 10 | 4  | 1  | 5  | 285 | 301 | -16  |
| SC Pick Szeged                     | 6   | 10 | 2  | 2  | 6  | 287 | 307 | -20  |
| A.C. PAOK                          | 2   | 10 | 1  | 0  | 9  | 236 | 355 | -119 |

| Fecha            | Lugar                          | Local                | Resultado | Visitante            |
| ---------------- | ------------------------------ | -------------------- | --------- | -------------------- |
| 30 de septiembre | Romeo Iamandi                  | HCM Constanta        | 23-26     | Pevafersa Valladolid |
| 3 de octubre     | Varosi Sportcsarnok            | SC Pick Szeged       | 32-32     | Chejovskie Medvedi   |
| 4 de octubre     | Palais des Sports René Bougnol | Montpellier HB       | 46-20     | A.C. PAOK            |
| 8 de octubre     | Romeo Iamandi                  | HCM Constanta        | 37-33     | Montpellier HB       |
| 10 de octubre    | Varosi Sportcsarnok            | SC Pick Szeged       | 27-24     | A.C. PAOK            |
| 11 de octubre    | Polideportivo Pisuerga         | Pevafersa Valladolid | 34-34     | Chejovskie Medvedi   |
| 15 de octubre    | Sporthall Olimpijski           | Chejovskie Medvedi   | 37-25     | A.C. PAOK            |
| 17 de octubre    | Romeo Iamandi                  | HCM Constanta        | 32-30     | SC Pick Szeged       |
| 18 de octubre    | Polideportivo Pisuerga         | Pevafersa Valladolid | 21-26     | Montpellier HB       |
| 4 de octubre     | PAOK Sports Arena              | A.C. PAOK            | 26-30     | HCM Constanta        |
| 8 de noviembre   | Varosi Sportcsarnok            | SC Pick Szeged       | 23-30     | Pevafersa Valladolid |
| 8 de noviembre   | Palais des Sports René Bougnol | Montpellier HB       | 33-28     | Chejovskie Medvedi   |
| 11 de noviembre  | PAOK Sports Arena              | A.C. PAOK            | 27-37     | Pevafersa Valladolid |
| 15 de noviembre  | Palais des Sports René Bougnol | Montpellier HB       | 30-23     | SC Pick Szeged       |
| 15 de noviembre  | Romeo Iamandi                  | HCM Constanta        | 22-28     | Chejovskie Medvedi   |
| 19 de noviembre  | Sporthall Olimpijski           | Chejovskie Medvedi   | 37-32     | HCM Constanta        |
| 21 de noviembre  | Polideportivo Pisuerga         | Pevafersa Valladolid | 38-19     | A.C. PAOK            |
| 22 de noviembre  | Varosi Sportcsarnok            | SC Pick Szeged       | 26-33     | Montpellier HB       |
| 10 de febrero    | PAOK Sports Arena              | A.C. PAOK            | 27-26     | SC Pick Szeged       |
| 10 de febrero    | Palais des Sports René Bougnol | Montpellier HB       | 37-24     | HCM Constanta        |
| 11 de febrero    | Sporthall Olimpijski           | Chejovskie Medvedi   | 36-24     | Pevafersa Valladolid |
| 17 de febrero    | PAOK Sports Arena              | A.C. PAOK            | 23-34     | Montpellier HB       |
| 20 de febrero    | Sporthall Olimpijski           | Chejovskie Medvedi   | 39-30     | SC Pick Szeged       |
| 20 de febrero    | Polideportivo Pisuerga         | Pevafersa Valladolid | 26-26     | HCM Constanta        |
| 25 de febrero    | Sporthall Olimpijski           | Chejovskie Medvedi   | 27-28     | Montpellier HB       |
| 27 de febrero    | Romeo Iamandi                  | HCM Constanta        | 34-23     | A.C. PAOK            |
| 27 de febrero    | Polideportivo Pisuerga         | Pevafersa Valladolid | 35-35     | SC Pick Szeged       |
| 3 de marzo       | PAOK Sports Arena              | A.C. PAOK            | 22-46     | Chejovskie Medvedi   |
| 7 de marzo       | Palais des Sports René Bougnol | Montpellier HB       | 30-30     | Pevafersa Valladolid |
| 7 de marzo       | Varosi Sportcsarnok            | SC Pick Szeged       | 35-25     | HCM Constanta        |

### Grupo B
Está compuesto por el Veszprém KC húngaro, el Rhein-Neckar Löwen alemán, el KS Vive Targi Kielce polaco, el RK Velenje esloveno, el Chambéry Savoie Handball francés, y finalmente el Bosna Sarajevo bosnio. Se clasificaron el húngaro, el alemán, el polaco, el esloveno, el francés y el bosnio para la siguiente ronda.
| Equipo                   | Pts | PJ | PG | PE | PP | GF  | GC  | Dif |
| ------------------------ | --- | -- | -- | -- | -- | --- | --- | --- |
| Veszprém KC              | 18  | 10 | 9  | 0  | 1  | 305 | 252 | +53 |
| Rhein-Neckar Löwen       | 16  | 10 | 7  | 2  | 1  | 325 | 286 | +39 |
| KS Vive Targi Kielce     | 9   | 10 | 4  | 1  | 5  | 391 | 287 | +4  |
| RK Velenje               | 7   | 10 | 3  | 1  | 6  | 281 | 298 | -17 |
| Chambéry Savoie Handball | 5   | 10 | 2  | 1  | 7  | 248 | 282 | -34 |
| Bosna Sarajevo           | 5   | 10 | 2  | 1  | 7  | 249 | 294 | -45 |

| Fecha           | Lugar              | Local                    | Resultado | Visitante                |
| --------------- | ------------------ | ------------------------ | --------- | ------------------------ |
| 3 de octubre    | Olimpyc Hall Zetra | Bosna Sarajevo           | 24-23     | Chambéry Savoie Handball |
| 3 de octubre    | Hala Legionów      | KS Vive Targi Kielce     | 23-21     | RK Velenje               |
| 4 de octubre    | Europahalle        | Rhein-Neckar Löwen       | 32-29     | Veszprém KC              |
| 8 de octubre    | Europahalle        | Rhein-Neckar Löwen       | 29-29     | KS Vive Targi Kielce     |
| 11 de octubre   | Le Phare           | Chambéry Savoie Handball | 19-29     | Veszprém KC              |
| 11 de octubre   | Rdeca Dvorana      | RK Velenje               | 30-29     | Bosna Sarajevo           |
| 17 de octubre   | Veszprém Aréna     | Veszprém KC              | 33-26     | KS Vive Targi Kielce     |
| 18 de octubre   | Le Phare           | Chambéry Savoie Handball | 28-24     | RK Velenje               |
| 18 de octubre   | Olimpyc Hall Zetra | Bosna Sarajevo           | 24-39     | Rhein-Neckar Löwen       |
| 5 de noviembre  | Europahalle        | Rhein-Neckar Löwen       | 31-31     | Chambéry Savoie Handball |
| 7 de noviembre  | Hala Legionów      | KS Vive Targi Kielce     | 34-30     | Bosna Sarajevo           |
| 7 de noviembre  | Rdeca Dvorana      | RK Velenje               | 27-28     | Veszprém KC              |
| 11 de noviembre | Europahalle        | Rhein-Neckar Löwen       | 33-30     | RK Velenje               |
| 14 de noviembre | Veszprém Aréna     | Veszprém KC              | 35-18     | Bosna Sarajevo           |
| 14 de noviembre | Hala Legionów      | KS Vive Targi Kielce     | 31-22     | Chambéry Savoie Handball |
| 19 de noviembre | Le Phare           | Chambéry Savoie Handball | 24-31     | KS Vive Targi Kielce     |
| 21 de noviembre | Olimpyc Hall Zetra | Bosna Sarajevo           | 20-24     | Veszprém KC              |
| 22 de noviembre | Rdeca Dvorana      | RK Velenje               | 29-37     | Rhein-Neckar Löwen       |
| 13 de febrero   | Hala Legionów      | KS Vive Targi Kielce     | 32-35     | Rhein-Neckar Löwen       |
| 13 de febrero   | Veszprém Aréna     | Veszprém KC              | 31-26     | Chambéry Savoie Handball |
| 13 de febrero   | Olimpyc Hall Zetra | Bosna Sarajevo           | 31-31     | RK Velenje               |
| 17 de febrero   | Rdeca Dvorana      | RK Velenje               | 36-35     | KS Vive Targi Kielce     |
| 21 de febrero   | Veszprém Arena     | Veszprém KC              | 34-30     | Rhein-Neckar Löwen       |
| 21 de febrero   | Le Phare           | Chambéry Savoie Handball | 27-24     | Bosna Sarajevo           |
| 27 de febrero   | Veszprém Aréna     | Veszprém KC              | 30-25     | RK Velenje               |
| 27 de febrero   | Olimpyc Hall Zetra | Bosna Sarajevo           | 25-21     | KS Vive Targi Kielce     |
| 28 de febrero   | Le Phare           | Chambéry Savoie Handball | 24-29     | Rhein-Nechar Löwen       |
| 6 de marzo      | Hala Legionów      | KS Vive Targi Kielce     | 29-32     | Veszprém KC              |
| 6 de marzo      | Europahalle        | Rhein-Neckar Löwen       | 30-24     | Bosna Sarajevo           |
| 6 de marzo      | Rdeca Dvorana      | RK Velenje               | 30-24     | Chambéry Savoie Handball |

### Grupo C
Está compuesto por el BM Ciudad Real español, el HSV Hamburg alemán, el HC Croatia Osiguranje-Zagreb croata, el FCK Handbold A/S danés, el Alingsås HK sueco, y finalmente el Fyllingen Håndball noruego. Se clasificaron el español, el alemán, el croata, y el danés para la siguiente ronda.
| Equipo                       | Pts | PJ | PG | PE | PP | GF  | GC  | Dif  |
| ---------------------------- | --- | -- | -- | -- | -- | --- | --- | ---- |
| BM Ciudad Real               | 20  | 10 | 10 | 0  | 0  | 321 | 241 | +80  |
| HSV Hamburg                  | 16  | 10 | 8  | 0  | 2  | 346 | 259 | +87  |
| HC Croatia Osiguranje-Zagreb | 12  | 10 | 6  | 0  | 4  | 292 | 266 | +26  |
| FCK Handbold A/S             | 8   | 10 | 4  | 0  | 6  | 276 | 281 | -5   |
| Alingsås HK                  | 4   | 10 | 2  | 0  | 8  | 251 | 302 | -51  |
| Fylligen Håndball            | 0   | 10 | 0  | 0  | 10 | 214 | 351 | -137 |

| Fecha           | Lugar                | Local              | Resultado | Visitante          |
| --------------- | -------------------- | ------------------ | --------- | ------------------ |
| 3 de octubre    | Haukelandshallen     | Fylligen Håndball  | 22-29     | RK Zagreb          |
| 3 de octubre    | Sporthalle Hamburg   | HSV Hamburg        | 35-25     | Alingsås HK        |
| 3 de octubre    | Quijote Arena        | BM Ciudad Real     | 34-22     | FCK Håndbold A/S   |
| 7 de octubre    | Arena Zagreb         | RK Zagreb          | 30-21     | Alingsås HK        |
| 7 de octubre    | Color Line Arena     | HSV Hamburg        | 26-32     | BM Ciudad Real     |
| 10 de octubre   | Farum Arena          | FCK Håndbold A/S   | 35-21     | Fyllingen Håndball |
| 17 de octubre   | Älvhögsborg          | Alingsås HK        | 21-33     | FCK Håndbold A/S   |
| 17 de octubre   | Quijote Arena        | BM Ciudad Real     | 40-24     | Fyllingen Håndball |
| 18 de octubre   | Color Line Arena     | HSV Hamburg        | 35-26     | RK Zagreb          |
| 7 de noviembre  | Framohallen          | Fyllingen Håndball | 26-28     | Alingsås HK        |
| 7 de noviembre  | Quijote Arena        | BM Ciudad Real     | 32-27     | RK Zagreb          |
| 8 de noviembre  | Farum Arena          | FCK Håndbold A/S   | 27-34     | HSV Hamburg        |
| 14 de noviembre | Kinnarps Arena       | Alingsås HK        | 24-26     | BM Ciudad Real     |
| 14 de noviembre | Framohallen          | Fyllingen Håndball | 17-48     | HSV Hamburg        |
| 15 de noviembre | Farum Arena          | FCK Håndbold A/S   | 28-29     | RK Zagreb          |
| 21 de noviembre | Älvhögsborg          | Alingsås HK        | 23-32     | RK Zagreb          |
| 21 de noviembre | Haukelandshallen     | Fyllingen Håndball | 19-28     | FCK Håndbold A/S   |
| 22 de noviembre | Quijote Arena        | BM Ciudad Real     | 30-28     | HSV Hamburg        |
| 11 de febrero   | Sporthalle Hamburg   | HSV Hamburg        | 37-21     | Fyllingen Håndball |
| 13 de febrero   | Quijote Arena        | BM Ciudad Real     | 28-24     | Alingsås HK        |
| 13 de febrero   | Arena Zagreb         | RK Zagreb          | 31-22     | FCK Håndbold A/S   |
| 20 de febrero   | Älvhögsborg          | Alingsås HK        | 27-37     | HSV Hamburg        |
| 20 de febrero   | Arena Zagreb         | RK Zagreb          | 35-23     | Fyllingen Håndball |
| 21 de febrero   | Farum Arena          | FCK Håndbold A/S   | 25-33     | BM Ciudad Real     |
| 27 de febrero   | Älvhögsborg          | Alingsås HK        | 32-24     | Fyllingen Håndball |
| 27 de febrero   | Sporthalle Hamburg   | HSV Hamburg        | 33-25     | FCK Håndbold A/S   |
| 28 de febrero   | Arena Zagreb         | RK Zagreb          | 24-27     | BM Ciudad Real     |
| 6 de marzo      | Framohallen          | Fyllingen Håndball | 17-39     | BM Ciudad Real     |
| 7 de marzo      | Frederiksberg Hallen | FCK Håndbold A/S   | 31-26     | Alingsås HK        |
| 7 de marzo      | Arena Zagreb         | RK Zagreb          | 29-33     | HSV Hamburg        |

### Grupo D
Está compuesto por el Club Balonmano Ciudad Real español, el SG Flensburg-Handewitt alemán, el RK Zagreb croata, el Bosna Sarajevo bosnio, el St. Petersburg HC ruso, y finalmente el HCM Constanta rumano. Se clasificaron el español, el alemán, el croata, y el bosnio para la siguiente ronda.
| Equipo                 | Pts | PJ | PG | PE | PP | GF  | GC  | Dif |
| ---------------------- | --- | -- | -- | -- | -- | --- | --- | --- |
| BM Ciudad Real         | 17  | 10 | 8  | 1  | 1  | 303 | 236 | +67 |
| SG Flensburg-Handewitt | 16  | 10 | 8  | 0  | 2  | 288 | 249 | +39 |
| RK Zagreb              | 14  | 10 | 6  | 2  | 2  | 303 | 261 | -42 |
| Bosna Sarajevo         | 5   | 10 | 2  | 1  | 7  | 222 | 286 | -64 |
| St. Petersburg HC      | 4   | 10 | 2  | 0  | 8  | 259 | 302 | -43 |
| HCM Constanta          | 4   | 10 | 2  | 0  | 8  | 261 | 302 | -28 |

| Fecha            | Lugar                      | Local                  | Resultado | Visitante              |
| ---------------- | -------------------------- | ---------------------- | --------- | ---------------------- |
| 22 de septiembre | Sportkompleks "Ubileyniy"  | St. Petersburg HC      | 32-27     | Bosna Sarajevo         |
| 22 de septiembre | Quijote Arena              | BM Ciudad Real         | 27-19     | SG Flensburg-Handewitt |
| 23 de septiembre | Sala Sporturilor Constanta | HCM Constanta          | 23-33     | RK Zagreb              |
| 2 de octubre     | Sportkompleks "Ubileyniy"  | St. Petersburg HC      | 23-32     | BM Ciudad Real         |
| 2 de octubre     | Campushalle                | SG Flensburg-Handewitt | 29-22     | HCM Constanta          |
| 3 de octubre     | Mirza Delibasic Hall       | Bosna Sarajevo         | 26-26     | RK Zagreb              |
| 7 de octubre     | Sportkompleks "Ubileyniy"  | St. Petersburg HC      | 28-35     | RK Zagreb              |
| 9 de octubre     | Mirza Delibasic Hall       | Bosna Sarajevo         | 23-35     | SG Flensburg-Handewitt |
| 10 de octubre    | Quijote Arena              | BM Ciudad Real         | 34-28     | HCM Constanta          |
| 14 de octubre    | Sala Sporturilor Constanta | HCM Constanta          | 26-25     | Bosna Sarajevo         |
| 16 de octubre    | Arena de Zagreb            | RK Zagreb              | 30-30     | BM Ciudad Real         |
| 17 de octubre    | Campushalle                | SG Flensburg-Handewitt | 33-29     | St. Petersburg HC      |
| 18 de noviembre  | Sala Sporturilor Constanta | HCM Constanta          | 29-28     | St. Petersburg HC      |
| 20 de noviembre  | Mirza Delibasic Hall       | Bosna Sarajevo         | 22-29     | BM Ciudad Real         |
| 21 de noviembre  | Campushalle                | SG Flensburg-Handewitt | 32-29     | RK Zagreb              |
| 24 de noviembre  | Sportkompleks "Ubileyniy"  | St. Petersburg HC      | 29-26     | HCM Constanta          |
| 28 de noviembre  | Quijote Arena              | BM Ciudad Real         | 32-17     | Bosna Sarajevo         |
| 28 de noviembre  | Arena de Zagreb            | RK Zagreb              | 31-26     | SG Flensburg-Handewitt |
| 2 de diciembre   | Sala Sporturilor Constanta | HCM Constanta          | 29-32     | SG Flensburg-Handewitt |
| 4 de diciembre   | Arena de Zagreb            | RK Zagreb              | 34-15     | Bosna Sarajevo         |
| 9 de febrero     | Quijote Arena              | BM Ciudad Real         | 32-27     | St. Petersburg HC      |
| 19 de febrero    | Arena de Zagreb            | RK Zagreb              | 34-30     | HCM Constanta          |
| 19 de febrero    | Mirza Delibasic Hall       | Bosna Sarajevo         | 25-24     | St. Petersburg HC      |
| 20 de febrero    | Campushalle                | SG Flensburg-Handewitt | 25-23     | BM Ciudad Real         |
| 24 de febrero    | Sportkompleks "Ubileyniy"  | St. Petersburg HC      | 25-31     | SG Flensburg-Handewitt |
| 26 de febrero    | Mirza Delibasic Hall       | Bosna Sarajevo         | 24-23     | HCM Constanta          |
| 27 de febrero    | Quijote Arena              | BM Ciudad Real         | 30-20     | RK Zagreb              |
| 2 de marzo       | Campushalle                | SG Flensburg-Handewitt | 25-18     | Bosna Sarajevo         |
| 3 de marzo       | Sala Sporturilor Constanta | HCM Constanta          | 25-34     | BM Ciudad Real         |
| 5 de marzo       | Arena de Zagreb            | RK Zagreb              | 31-21     | St. Petersburg HC      |

## Segunda fase
|  | Octavos de final     | Octavos de final    | Octavos de final |                     |    | Cuartos de final | Cuartos de final | Cuartos de final |  |  | Semifinales | Semifinales | Semifinales |  |  | Final      | Final      | Final      |
|  |                      |                     |                  |                     |    |                  |                  |                  |  |  | 29 de mayo  | 29 de mayo  | 29 de mayo  |  |  | 30 de mayo | 30 de mayo | 30 de mayo |
|  |                      |                     |                  |                     |    |                  |                  |                  |  |  |             |             |             |  |  |            |            |            |
|  |                      |                     |                  |                     |    |                  |                  |                  |  |  |             |             |             |  |  |            |            |            |
|  |                      |                     |                  |                     |    |                  |                  |                  |  |  |             |             |             |  |  |            |            |            |
|  | KIF Kolding          | 26                  | 23               |                     |    |                  |                  |                  |  |  |             |             |             |  |  |            |            |            |
|  | KIF Kolding          | 26                  | 23               |                     |    |                  |                  |                  |  |  |             |             |             |  |  |            |            |            |
|  | Montpellier HB       | 26                  | 28               |                     |    |                  |                  |                  |  |  |             |             |             |  |  |            |            |            |
|  | Montpellier HB       | 26                  | 28               | Chejovskie Medvedi  | 32 | 32               |                  |                  |  |  |             |             |             |  |  |            |            |            |
|  |                      |                     |                  |                     | 32 | 32               |                  |                  |  |  |             |             |             |  |  |            |            |            |
|  |                      | Montpellier HB      | 27               | 36                  |    |                  |                  |                  |  |  |             |             |             |  |  |            |            |            |
|  | Ademar León          | Montpellier HB      | 27               | 36                  | 36 | 25               |                  |                  |  |  |             |             |             |  |  |            |            |            |
|  | Ademar León          |                     |                  |                     | 36 | 25               |                  |                  |  |  |             |             |             |  |  |            |            |            |
|  | Chejovskie Medvedi   | 37                  | 29               |                     |    |                  |                  |                  |  |  |             |             |             |  |  |            |            |            |
|  | Chejovskie Medvedi   | 37                  | 29               | Chejovskie Medvedi  | 27 |                  |                  |                  |  |  |             |             |             |  |  |            |            |            |
|  |                      |                     |                  |                     | 27 |                  |                  |                  |  |  |             |             |             |  |  |            |            |            |
|  |                      | FC Barcelona Borges | 34               |                     |    |                  |                  |                  |  |  |             |             |             |  |  |            |            |            |
|  | RK Zagreb            | FC Barcelona Borges | 34               | 26                  | 33 |                  |                  |                  |  |  |             |             |             |  |  |            |            |            |
|  | RK Zagreb            |                     |                  |                     | 33 |                  |                  |                  |  |  |             |             |             |  |  |            |            |            |
|  | FC Barcelona Borges  | 33                  | 36               |                     |    |                  |                  |                  |  |  |             |             |             |  |  |            |            |            |
|  | FC Barcelona Borges  | 33                  | 36               | FC Barcelona Borges | 33 | 34               |                  |                  |  |  |             |             |             |  |  |            |            |            |
|  |                      |                     |                  |                     | 33 | 34               |                  |                  |  |  |             |             |             |  |  |            |            |            |
|  |                      | Veszprém KC         | 27               | 33                  |    |                  |                  |                  |  |  |             |             |             |  |  |            |            |            |
|  | HCM Constanta        | Veszprém KC         | 27               | 33                  | 23 | 26               |                  |                  |  |  |             |             |             |  |  |            |            |            |
|  | HCM Constanta        |                     |                  |                     | 23 | 26               |                  |                  |  |  |             |             |             |  |  |            |            |            |
|  | Veszprém KC          | 27                  | 37               |                     |    |                  |                  |                  |  |  |             |             |             |  |  |            |            |            |
|  | Veszprém KC          | 27                  | 37               | FC Barcelona Borges | 34 |                  |                  |                  |  |  |             |             |             |  |  |            |            |            |
|  |                      |                     |                  |                     | 34 |                  |                  |                  |  |  |             |             |             |  |  |            |            |            |
|  |                      | THW Kiel            | 36               |                     |    |                  |                  |                  |  |  |             |             |             |  |  |            |            |            |
|  | Pevafersa Valladolid | THW Kiel            | 36               | 29                  | 33 |                  |                  |                  |  |  |             |             |             |  |  |            |            |            |
|  | Pevafersa Valladolid |                     |                  |                     | 33 |                  |                  |                  |  |  |             |             |             |  |  |            |            |            |
|  | Rhein Neckar Löwen   | 30                  | 37               |                     |    |                  |                  |                  |  |  |             |             |             |  |  |            |            |            |
|  | Rhein Neckar Löwen   | 30                  | 37               | Rhein-Neckar Löwen  | 28 | 30               |                  |                  |  |  |             |             |             |  |  |            |            |            |
|  |                      |                     |                  |                     | 28 | 30               |                  |                  |  |  |             |             |             |  |  |            |            |            |
|  |                      | THW Kiel            | 29               | 31                  |    |                  |                  |                  |  |  |             |             |             |  |  |            |            |            |
|  | FCK Handbold A/S     | THW Kiel            | 29               | 31                  | 22 | 17               |                  |                  |  |  |             |             |             |  |  |            |            |            |
|  | FCK Handbold A/S     |                     |                  |                     | 22 | 17               |                  |                  |  |  |             |             |             |  |  |            |            |            |
|  | THW Kiel             | 31                  | 30               |                     |    |                  |                  |                  |  |  |             |             |             |  |  |            |            |            |
|  | THW Kiel             | 31                  | 30               | THW Kiel            | 29 |                  |                  |                  |  |  |             |             |             |  |  |            |            |            |
|  |                      |                     |                  |                     | 29 |                  |                  |                  |  |  |             |             |             |  |  |            |            |            |
|  |                      | BM Ciudad Real      | 27               |                     |    |                  |                  |                  |  |  |             |             |             |  |  |            |            |            |
|  | KS Vive Targi Kielce | BM Ciudad Real      | 27               | 24                  | 30 |                  |                  |                  |  |  |             |             |             |  |  |            |            |            |
|  | KS Vive Targi Kielce |                     |                  |                     | 30 |                  |                  |                  |  |  |             |             |             |  |  |            |            |            |
|  | HSV Hamburg          | 30                  | 27               |                     |    |                  |                  |                  |  |  |             |             |             |  |  |            |            |            |
|  | HSV Hamburg          | 30                  | 27               | HSV Hamburg         | 26 | 27               |                  |                  |  |  |             |             |             |  |  |            |            |            |
|  |                      |                     |                  |                     | 26 | 27               |                  |                  |  |  |             |             |             |  |  |            |            |            |
|  |                      | BM Ciudad Real      | 22               | 35                  |    |                  |                  |                  |  |  |             |             |             |  |  |            |            |            |
|  | RK Velenje           | BM Ciudad Real      | 22               | 35                  | 23 | 31               |                  |                  |  |  |             |             |             |  |  |            |            |            |
|  | RK Velenje           |                     |                  |                     | 23 | 31               |                  |                  |  |  |             |             |             |  |  |            |            |            |
|  | BM Ciudad Real       | 31                  | 35               |                     |    |                  |                  |                  |  |  |             |             |             |  |  |            |            |            |

### Octavos de final

#### Kadetten Schaffhausen - Montpellier Agglomération Handball
| 24 de marzo de 2011 | Kadetten Schaffhausen | 31:26 (17:11) | Montpellier Agglomération Handball | Schweizersbildhalle, Winterthur                                                                  |                                                                                                  |
|                     | Florian Goepfert 7    |               | 6 Mladen Bojinovic                 | Asistencia: 2.400 espectadores Árbitro(s): Hlynur Leifsson (Islandia) y Anton Palsson (Islandia) | Asistencia: 2.400 espectadores Árbitro(s): Hlynur Leifsson (Islandia) y Anton Palsson (Islandia) |

| 9 de abril de 2011 | Montpellier Agglomération Handball | 35:27 (21:14) | Kadetten Schaffhausen | Arena Montpellier, Montpellier                                                               |                                                                                              |
|                    | William Accambray 8                |               | 7 Iwan Ursic          | Asistencia: 8.500 espectadores Árbitro(s): Péter Horváth (Hungría) y Balazs Marton (Hungría) | Asistencia: 8.500 espectadores Árbitro(s): Péter Horváth (Hungría) y Balazs Marton (Hungría) |

#### RK Zagreb - Rhein-Neckar Löwen
| 27 de marzo de 2011 | RK Zagreb   | 28:31 (12:15) | Rhein-Neckar Löwen | Arena de Zagreb, Zagreb                                                                                  | |
|                     | Gyula Gal 5 |               | 10 Uwe Gensheimer  | Asistencia: 10.000 espectadores Árbitro(s): Kenneth Abrahamsen (Noruega) y Arne M. Kristiansen (Noruega) | Asistencia: 10.000 espectadores Árbitro(s): Kenneth Abrahamsen (Noruega) y Arne M. Kristiansen (Noruega) |

| 31 de marzo de 2011 | Rhein-Neckar Löwen | 27:27 (11:9) | RK Zagreb      | SAP-Arena, Mannheim                                                                                    | |
|                     | Uwe Gensheimer 9   |              | 9 David Spiler | Asistencia: 7.700 espectadores Árbitro(s): Oscar Raluy López (España) y Angel Sabroso Ramírez (España) | Asistencia: 7.700 espectadores Árbitro(s): Oscar Raluy López (España) y Angel Sabroso Ramírez (España) |

#### FC Barcelona Borges - Veszprém KC
| 27 de marzo de 2011 | FC Barcelona Borges | 28:21 (14:13) | Veszprém KC    | Palau Blaugrana, Barcelona                                                                         | |
|                     | Juanín García 6     |               | 5 Renato Sulic | Asistencia: 5.200 espectadores Árbitro(s): Per Olesen (Dinamarca) y Lars Ejby Pedersen (Dinamarca) | Asistencia: 5.200 espectadores Árbitro(s): Per Olesen (Dinamarca) y Lars Ejby Pedersen (Dinamarca) |

| 2 de abril de 2011 | Veszprém KC    | 30:26 (15:8) | FC Barcelona Borges | Veszprém Aréna, Veszprém                                                                    |                                                                                             |
|                    | Marko Vujin 11 |              | 9 Juanín García     | Asistencia: 5.100 espectadores Árbitro(s): Bernd Methe (Alemania) y Reiner Methe (Alemania) | Asistencia: 5.100 espectadores Árbitro(s): Bernd Methe (Alemania) y Reiner Methe (Alemania) |

#### KIF Kolding - THW Kiel
| 26 de marzo de 2011 | KIF Kolding      | 29:36 (16:17) | THW Kiel      | Kolding Hallen, Kolding                                                                         |                                                                                                 |
|                     | Lukas Karlsson 8 |               | 9 Filip Jicha | Asistencia: 3.000 espectadores Árbitro(s): Nordine Lazaar (Francia) y Laurent Reveret (Francia) | Asistencia: 3.000 espectadores Árbitro(s): Nordine Lazaar (Francia) y Laurent Reveret (Francia) |

| 2 de abril de 2011 | THW Kiel     | 36:24 (20:11) | KIF Kolding         | Sparkassen-Arena, Kiel | |
|                    | Momir Ilic 6 |               | 7 Lars Christiansen | Asistencia: 9.500 espectadores Árbitro(s): Slave Nikolov (República de Macedonia) y Gjorgji Nachevski (República de Macedonia) | Asistencia: 9.500 espectadores Árbitro(s): Slave Nikolov (República de Macedonia) y Gjorgji Nachevski (República de Macedonia) |

#### HSV Hamburg - Cuatro Rayas Valladolid
| 24 de marzo de 2011 | HSV Hamburg   | 28:22 (11:15) | Cuatro Rayas Valladolid | Sporthalle Hamburg, Hamburg                                                              |                                                                                          |
|                     | Pascal Hens 6 |               | 8 Håvard Tvedten        | Asistencia: 2.100 espectadores Árbitro(s): Evgenij Zotin (Rusia) y Evgenij Zotin (Rusia) | Asistencia: 2.100 espectadores Árbitro(s): Evgenij Zotin (Rusia) y Evgenij Zotin (Rusia) |

| 3 de abril de 2011 | Cuatro Rayas Valladolid | 33:35 (16:19) | HSV Hamburg     | Polideportivo Pisuerga, Valladolid                                                           |                                                                                              |
|                    | Håvard Tvedten 9        |               | 8 Hans Lindberg | Asistencia: 5.300 espectadores Árbitro(s): Nenad Nikolic (Serbia) y Dusan Stojkovic (Serbia) | Asistencia: 5.300 espectadores Árbitro(s): Nenad Nikolic (Serbia) y Dusan Stojkovic (Serbia) |

#### Bosna Sarajevo - Chejovskie Medvedi
| 27 de marzo de 2011 | Bosna Sarajevo | 22:31 (7:16) | Chejovskie Medvedi | Mirza Delibasic Hall, Sarajevo                                                                         | |
|                     | Luka Rakovic 4 |              | 6 Timur Dibirov    | Asistencia: 3.500 espectadores Árbitro(s): Jens Carl Nielsen (Dinamarca) y Peter Lorentzen (Dinamarca) | Asistencia: 3.500 espectadores Árbitro(s): Jens Carl Nielsen (Dinamarca) y Peter Lorentzen (Dinamarca) |

| 31 de marzo de 2011 | Chejovskie Medvedi | 30:17 (11:9) | Bosna Sarajevo | Sporthall Olimpijski, Chéjov                                                                              | |
|                     | Samvel Aslanyan 6  |              | 7 Igor Karacic | Asistencia: 2.700 espectadores Árbitro(s): Michal Badura (Eslovaquia) y Jaroslav Ondogrecula (Eslovaquia) | Asistencia: 2.700 espectadores Árbitro(s): Michal Badura (Eslovaquia) y Jaroslav Ondogrecula (Eslovaquia) |

#### SC Pick Szeged - SG Flensburg-Handewitt
| 26 de marzo de 2011 | SC Pick Szeged  | 26:27 (12:9) | SG Flensburg-Handewitt | Városi Sportcsarnok, Szeged                                                                    |                                                                                                |
|                     | David Katzirz 6 |              | 8 Anders Eggert Jensen | Asistencia: 3.500 espectadores Árbitro(s): Kim Andersen (Noruega) y Per Morten Sodal (Noruega) | Asistencia: 3.500 espectadores Árbitro(s): Kim Andersen (Noruega) y Per Morten Sodal (Noruega) |

| 3 de abril de 2011 | SG Flensburg-Handewitt  | 33:20 (18:8) | SC Pick Szeged  | Campushalle, Flensburg                                                                      |                                                                                             |
|                    | Anders Eggert Jensen 14 |              | 7 Szabolcs Törö | Asistencia: 6.000 espectadores Árbitro(s): Thierry Dentz (Francia) y Denis Reibel (Francia) | Asistencia: 6.000 espectadores Árbitro(s): Thierry Dentz (Francia) y Denis Reibel (Francia) |

#### Chambéry Savoie Handball - BM Ciudad Real
| 27 de marzo de 2011 | Chambéry Savoie Handball | 24:27 (11:15) | BM Ciudad Real       | Le Phare, Chambéry                                                                                        | |
|                     | Edin Basic 8             |               | 5 Alberto Entrerríos | Asistencia: 4.400 espectadores Árbitro(s): Vaclav Kohout (República Checa) y Petr Novak (República Checa) | Asistencia: 4.400 espectadores Árbitro(s): Vaclav Kohout (República Checa) y Petr Novak (República Checa) |

| 2 de abril de 2011 | BM Ciudad Real  | 33:20 (18:8) | Chambéry Savoie Handball | Quijote Arena, Ciudad Real                                                                   |                                                                                              |
|                    | Kiril Lazarov 7 |              | 5 Laurent Busselier      | Asistencia: 2.900 espectadores Árbitro(s): Lars Geipel (Alemania) y Marcus Helbig (Alemania) | Asistencia: 2.900 espectadores Árbitro(s): Lars Geipel (Alemania) y Marcus Helbig (Alemania) |

### Cuartos de final

#### Chejovskie Medvedi - Montpellier HB
| 28 de abril de 2010 | Chejovskie Medvedi | 32:27 (18:13) | Montpellier HB | Sporthall Olimpijski, Chéjov                                                           |                                                                                        |
|                     | Dibirov 7          |               | Bojinovic 8    | Asistencia: 3.500 espectadores Árbitro(s): Csaba Kekes (Hungría) y Pal Kekes (Hungría) | Asistencia: 3.500 espectadores Árbitro(s): Csaba Kekes (Hungría) y Pal Kekes (Hungría) |

| 1 de mayo de 2010 | Montpellier HB      | 36:32 (12:14) | Chejovskie Medvedi | Arena Montpellier, Montpellier                                                                 |                                                                                                |
|                   | Mladen Bojinovic 10 |               | Dibirov 8          | Asistencia: 3.000 espectadores Árbitro(s): Nenad Krstic (Eslovenia) y Peter Ljubic (Eslovenia) | Asistencia: 3.000 espectadores Árbitro(s): Nenad Krstic (Eslovenia) y Peter Ljubic (Eslovenia) |

#### FC Barcelona Borges -  Veszprém KC
| 25 de abril de 2010 | FC Barcelona Borges      | 33:27 (17:15) | Veszprém KC | Palau Blaugrana, Barcelona                                                                      |                                                                                                 |
|                     | Juan García Lorenzana 13 |               | Sulic 7     | Asistencia: 5.000 espectadores Árbitro(s): Martin Gjeding (Dinamarca) y Mads Hansen (Dinamarca) | Asistencia: 5.000 espectadores Árbitro(s): Martin Gjeding (Dinamarca) y Mads Hansen (Dinamarca) |

| 1 de mayo de 2011 | Veszprém KC | 33:34 (19:15) | FC Barcelona Borges      | Veszprém Aréna, Veszprém                                                                     |                                                                                              |
|                   | Ivancsik 10 |               | Víctor Tomas González 11 | Asistencia: 5.100 espectadores Árbitro(s): Lars Geipel (Alemania) y Marcus Helbig (Alemania) | Asistencia: 5.100 espectadores Árbitro(s): Lars Geipel (Alemania) y Marcus Helbig (Alemania) |

#### Rhein-Neckar Löwen - THW Kiel
| 25 de abril de 2010 | Rhein-Neckar Löwen | 28:29 (20:15) | THW Kiel      | SAP Arena, Mannheim                                                                              |                                                                                                  |
|                     | Bielecki 10        |               | Filip Jicha 8 | Asistencia: 13.200 espectadores Árbitro(s): Zigmars Stolarovs (Letonia) y Renars Licis (Letonia) | Asistencia: 13.200 espectadores Árbitro(s): Zigmars Stolarovs (Letonia) y Renars Licis (Letonia) |

| 2 de mayo de 2010 | THW Kiel      | 31:30 (12:13) | Rhein-Neckar Löwen | Sparkassen-Arena, Kiel                                                                                         | |
|                   | Filip Jicha 9 |               | Myrhol 8           | Asistencia: 10.300 espectadores Árbitro(s): Gregorio Muro San Jose (España) y Alfonso Rodríguez Murcia(España) | Asistencia: 10.300 espectadores Árbitro(s): Gregorio Muro San Jose (España) y Alfonso Rodríguez Murcia(España) |

#### HSV Hamburg - BM Ciudad Real
| 25 de abril de 2010 | HSV Hamburg | 26:22 (11:8) | BM Ciudad Real | 02 World Hamburg, Hamburgo                                                                      |                                                                                                 |
|                     | Lindberg 7  |              | Luc Abalo 7    | Asistencia: 9.400 espectadores Árbitro(s): Nordine Lazaar (Francia) y Laurent Reveret (Francia) | Asistencia: 9.400 espectadores Árbitro(s): Nordine Lazaar (Francia) y Laurent Reveret (Francia) |

| 2 de mayo de 2010 | BM Ciudad Real  | 35:27 (18:11) | HSV Hamburg | Quijote Arena, Ciudad Real                                                                                   | |
|                   | Joan Cañellas 7 |               | Lijewski 4  | Asistencia: 5.200 espectadores Árbitro(s): Vaclav Horacek (República Checa) y Jiri Novotny (República Checa) | Asistencia: 5.200 espectadores Árbitro(s): Vaclav Horacek (República Checa) y Jiri Novotny (República Checa) |

### Final4

#### Semifinales

##### Chekhovskie Medvedi - FC Barcelona Borges
| 29 de mayo de 2010 | Chekhovskie Medvedi | 27:34(11:17) | FC Barcelona Borges     | Lanxess Arena, Colonia                                                                        |                                                                                               |
|                    | Filippov 7          |              | Juan García Lorenzana 8 | Asistencia: 18.679 espectadores Árbitro(s): Rickard Canbro (Suecia y Mikael Claesson (Suecia) | Asistencia: 18.679 espectadores Árbitro(s): Rickard Canbro (Suecia y Mikael Claesson (Suecia) |

##### BM Ciudad Real - THW Kiel
| 29 de mayo de 2010 | BM Ciudad Real  | 27:29 (15:12) | THW Kiel      | Lanxess Arena, Colonia                                                                                | |
|                    | Jonas Källman 6 |               | Filip Jicha 6 | Asistencia: 18.679 espectadores Árbitro(s): Sorin-Laurentiu Dinu (Rumania) y Constantin Din (Rumania) | Asistencia: 18.679 espectadores Árbitro(s): Sorin-Laurentiu Dinu (Rumania) y Constantin Din (Rumania) |

#### 3º y 4º puesto
| 30 de mayo de 2010 | Chekhovskie Medvedi | 28:36 (15:19) | BM Ciudad Real      | Lanxess Arena, Colonia                                                                          |                                                                                                 |
|                    | Mikhail Chipurin 6  |               | Julen Aguinagalde 7 | Asistencia: 19.374 espectadores Árbitro(s): Matija Gubica (Croacia) y Boris Milosevic (Croacia) | Asistencia: 19.374 espectadores Árbitro(s): Matija Gubica (Croacia) y Boris Milosevic (Croacia) |

#### Final
| 30 de mayo de 2010 | FC Barcelona Borges      | 34:36 (20:17) | THW Kiel       | Lanxess Arena, Colonia                                                                               | |
|                    | Juan García Lorenzana 13 |               | Filip Jicha 11 | Asistencia: 19.374 espectadores Árbitro(s): Per Olesen (Dinamarca) y Lars Ejby Pedersen ((Dinamarca) | Asistencia: 19.374 espectadores Árbitro(s): Per Olesen (Dinamarca) y Lars Ejby Pedersen ((Dinamarca) |